# Нёйиский договор

Границы Болгарии по Нёйискому мирному договору

Нёйиский договор — мирный договор, заключённый между Болгарией, проигравшей Первую мировую войну в качестве участницы блока Центральных держав, и противостоящими блоку странами Антанты. Договор был подписан 27 ноября 1919 года в пригороде Парижа Нёйи-сюр-Сен (фр. Neuilly-sur-Seine).
Болгария теряла часть территории (свыше 11 тыс. км² или 1/10 территории страны и 1/7 населения), которая передавалась Греции, Румынии и Королевству сербов, хорватов и словенцев. Согласно договору:
- к Королевству сербов, хорватов и словенцев отходили Западные окраины и часть Македонии, входившая ранее в состав Болгарии;
- Западная Фракия на юге объявлялась юрисдикцией «главных союзных держав», но вскоре была передана Греции, что лишило Болгарию стратегического выхода к Эгейскому морю;
- Добруджа была закреплена за Румынией.

Сумма наложенных на страну репараций составила 2,25 млрд франков золотом (407 млн долларов или 1/4 национального достояния), которые Болгария должна была выплатить в течение 37 лет.
Численность сухопутных вооружённых сил ограничена до 33 000, включая 20 000 — армии, 10 000 — жандармерии и 3000 — пограничников. Призывная служба отменена. Военно-морской флот Болгарии сокращался до 10 кораблей; также Болгарии запрещалось иметь авиацию и любые виды тяжёлого вооружения.

## Территории, отошедшие от Болгарии по Нёйискому договору
Согласно договору Болгария должна была передать Королевству сербов, хорватов и словенцев Западные окраины — села в Кула, области возле городов Босилеград, Цариброд и Струмица. Управление Эгейской Фракией первоначально взяла на себя Антанта, однако вскоре стало ясно, что она будет отдана Греции. Подтверждено румынское владение Южной Добруджей.
| Государства-приобретатели                | Площадь  | Население |
| ---------------------------------------- | -------- | --------- |
| Греция                                   | 6500 км² | 300 тыс.  |
| Королевство сербов, хорватов и словенцев | 2500 км² | 100 тыс.  |
| Всего                                    | 9000 км² | 400 тыс.  |

Географические карты болгарских земель, отошедших от Болгарии по Нёйискому договору
Земли общин Кула и Видина, присоединенные к  Королевству сербов, хорватов и словенцев
Земли возле Цариброда и Трына, присоединенные к  Королевству сербов, хорватов и словенцев
Земли Кюстендилской и Трынской общин, присоединенные к  Королевству сербов, хорватов и словенцев
Земли  Струмицкой и Петричской общин, присоединенные к  Королевству сербов, хорватов и словенцев
Земли Эгейской Фракии, присоединённые к Королевству Греция

### Репарации
Репарации, которые Болгария должна была выплатить согласно Нёйискому договору, составили 2,25 миллиарда золотых франков. Их требовалось вносить шестимесячными платежами Репарационной комиссии, созданной в соответствии с условиями Версальского договора, а комиссия, в свою очередь, распределяла суммы платежей между союзниками. Первый платёж должен быть был произведён 1 июля 1920 года, а последний — 1 января 1958 года. В первые 2 года процентные начисления на репарации составляли 2 %, а последующие годы — 5 %. В сумму репараций были также включены и некоторые финансовые претензии к Болгарии со стороны её союзников. Репарационная комиссия получила право отложить или уменьшить сумму выплат в зависимости от возможностей страны.
Помимо денежных репараций, выплачиваемых Репарационной комиссии, Болгария должна была компенсировать соседним странам известное количество скота:
| Вид             | Греция | Румыния | Югославия | Всего  |
| --------------- | ------ | ------- | --------- | ------ |
| Быки            | 15     | 60      | 50        | 125    |
| Молочные коровы | 1500   | 6000    | 6000      | 13 500 |
| Лошади          | 2250   | 5250    | 5000      | 12 500 |
| Мулы            | 450    | 1050    | 1000      | 2500   |
| Волы            | 1800   | 3400    | 4000      | 9200   |
| Овцы            | 6000   | 15 000  | 12 000    | 33 000 |

Кроме того, в течение 5 лет Болгария должна была поставить Сербско-хорватско-словенскому государству по 50 тысяч тонн угля в качестве компенсации за ущерб, нанесенный сербским каменноугольным шахтам, если Междусоюзническая комиссия сочтёт, что это не явится серьёзным препятствием для хозяйственной жизни страны.